# Ерик XIV
Вижте пояснителната страница за други личности с името Ерик.
Ерик XIV (на шведски: Erik XIV) е крал на Швеция, от династията Васа, който управлява от 1560 до 1568 г.

## Произход
Роден е на 13 декември 1533 година в Стокхолм. Той е единственият син на шведския крал Густав I (1496 – 1560) от първата му съпруга Катарина фон Саксония-Лауенбург.

## Управление
Ерик е образован човек с артистични наклонности, който се стреми към политическа власт, но в първите години на царуването си показва признаци на психично заболяване и в крайна сметка развива шизофрения.

### Външна политика
Във външната политика на Ерик усилията му са насочени към укрепване на Швеция, превръщайки я в една велика сила. За разлика от баща си, той се опитва да разшири влиянието си в балтийските земи и Естония. Тази политика довежда до сблъсък с братовчед му, краля на Дания Фредерик II.

### Брак с Карин Монсдотер
В желанието си да сключи изгодни политически съюзи, Ерик прави неуспешни предложения за брак на кралицата на Англия Елизабет I, на кралицата на Шотландия Мария Стюарт, на Рената Лотарингска, на Анна Саксонка и на Кристина Хесенска. В 1567 (официално 4 юли 1568) се жени за момиче от скромен произход, Карин Монсдотер (6 ноември 1550 – 13 септември 1612). Двамата имат четири сина. Освен това той има две извънбрачни дъщери от връзката си с Агда Персдотер.

### Вътрешна политика
Вътрешната политика на Ерик е твърде амбициозна и довежда до негодуванието на шведската аристокрация. Сред противниците му е неговият брат Юхан от втория брак на баща му. Юхан по това време е херцог на Финландия, а по-късно, ще бъде коронован за крал на Швеция под името Юхан III. Недоволен от политиката на своя брат, Юхан се жени за Катерина Ягелонка – сестрата на краля на Полша и противник на брат му Сигизмунд II Август. Ерик завладява Естония от брат си през 1563, а Юхан е съден за държавна измяна.

### Войни
По време на управлението на Ерик Швеция участва в т.нар. Северна седемгодишна война (1563 – 1570) с Дания, Полша и Любек. В ранните години на войната Дания провежда успешни операции в Швеция и едва към края на управлението на Ерик шведите успяват да възвърнат част от загубените територии. Швеция участва успешно в Ливонската война срещу Русия.

### Последни години
През всичките тези години психическото състояние на Ерик постепенно се влошава, действията му стават все по-упорити и склонни към внезапно обостряне на заболяването. В 1567 г. е извършено клането на семейство Стюр в Упсала. Макар убийството да е незаконно, в неговите очи е оправдана екзекуцията на предатели.
През 1568 г. той е свален от престола от братята си Юхан и Карл и хвърлен в затвора, като губи всичките си управленски права над Швеция. Неговият доверен секретар Йоран Першон (1530 – 1568) поема голяма част от вината за действията на Ерик срещу аристокрацията и е бил екзекутиран по времето на Юхан III.

## Смърт
Умира на 26 февруари 1577 година в Турку, Финландия, на 43-годишна възраст. Погребан е в Вестерос, Швеция.